# Association Sportive de Saint-Étienne 1994-1995
Questa voce raccoglie le informazioni riguardanti l'Associaton Sportive de Saint-Étienne nelle competizioni ufficiali della stagione 1994-1995.

## Divise e sponsor
Lo sponsor tecnico per la stagione 1994-1995 è Puma mentre lo sponsor ufficiale è Casino, presente sia sulle maglie sia sui calzoncini. Sulle maniche delle maglie viene inoltre introdotto un secondo sponsor, Emson. Il colletto delle maglie diviene a polo.
| Manica sinistra · Manica sinistra · Maglietta · Maglietta · Manica destra · Manica destra · Pantaloncini · Calzettoni |

## Rosa
| N. |                    | Ruolo | Calciatore             |
| -- | ------------------ | ----- | ---------------------- |
|    | Francia (bandiera) | P     | Grégory Coupet         |
|    | Francia (bandiera) | P     | Robin Huc              |
|    | Francia (bandiera) | D     | Laurent Blanc          |
|    | Francia (bandiera) | D     | Christophe Deguerville |
|    | Francia (bandiera) | D     | Salem Harchèche        |
|    | Francia (bandiera) | D     | Fabrice Mannucci       |
|    | Francia (bandiera) | D     | Christophe Médaillon   |
|    | Francia (bandiera) | D     | Patrick Moreau         |
|    | Francia (bandiera) | D     | Sébastien Perez        |
|    | Francia (bandiera) | D     | Lionel Potillon        |
|    | Francia (bandiera) | D     | Jean-Philippe Primard  |
|    | Francia (bandiera) | C     | Dominique Aulanier     |
|    | Francia (bandiera) | C     | Pierre Bastou          |

| N. |                       | Ruolo | Calciatore            |
| -- | --------------------- | ----- | --------------------- |
|    | Tunisia (bandiera)    | C     | Adel Chedli           |
|    | Francia (bandiera)    | C     | Jean-Philippe Delpech |
|    | Francia (bandiera)    | C     | Pascal Despeyroux     |
|    | Francia (bandiera)    | C     | Stéphane Guichard     |
|    | Slovacchia (bandiera) | C     | Ľubomír Moravčík      |
|    | Francia (bandiera)    | C     | Gérald Passi          |
|    | Francia (bandiera)    | C     | Stéphane Santini      |
|    | Polonia (bandiera)    | C     | Piotr Świerczewski    |
|    | Guinea (bandiera)     | A     | Titi Camara           |
|    | Francia (bandiera)    | A     | Jérôme Four           |
|    | Francia (bandiera)    | A     | Franck Priou          |
|    | Germania (bandiera)   | A     | Roland Wohlfarth      |
|    | Francia (bandiera)    | A     | Fouzi Ziadi           |